# Lacipa distantii
Lacipa distantii is een vlinder uit de familie van de uilen (Noctuidae). De wetenschappelijke naam van deze soort werd in 1881 gepubliceerd door Hermann Dewitz. De soort werd vernoemd naar William Lucas Distant.
De soort komt voor in Zuid-Afrika.